# Passiflora subpeltata
Passiflora subpeltata là một loài thực vật có hoa trong họ Lạc tiên. Loài này được Ortega mô tả khoa học đầu tiên năm 1798.